# Louis Jean Heydt

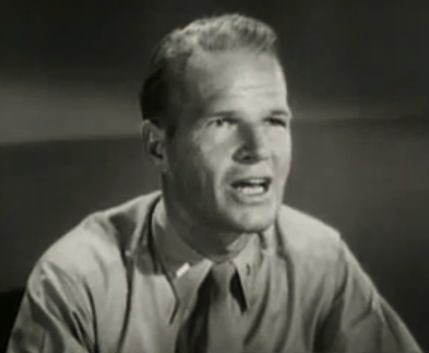
Heydt en Todos a una (1943)

Louis Jean Heydt (17 de abril de 1903 – 29 de enero de 1960) fue un actor teatral, cinematográfico y televisivo de nacionalidad estadounidense, especializado en la interpretación de personajes desventurados, inútiles o cabezas de turco.

## Inicios
Nacido en Montclair, Nueva Jersey, su padre era de origen alemán, George Frederick Heydt, un joyero que trabajaba para Louis Comfort Tiffany, y Emma Foerster.
Educado en la Worcester Academy y en el Dartmouth College, en un principio quería ser periodista, por lo que trabajó como reportero del New York World. Sin embargo, Heydt se inició en el teatro durante una visita a un ensayo de la obra The Trial of Mary Dugan, de Bayard Veiller, que tuvo un total de 437 representaciones, y en la cual actuaban Ann Harding, Arthur Hohl, Barton MacLane y Oscar Polk. Como era reportero, los productores le ofrecieron interpretar el personaje de un reportero. Eso supuso su debut como actor teatral, actuando posteriormente en cerca de una docena de piezas, la primera de ellas Strictly Dishonorable, de Preston Sturges, representada en 557 ocasiones entre septiembre de 1929 y enero de 1931, con interpretación de Tullio Carminati. La última pieza teatral en la que actuó fue Happy Birthday, de Anita Loos, con Helen Hayes y Enid Markey, representada 563 veces entre octubre de 1946 y marzo de 1948. Además, durante su carrera teatral tuvo la oportunidad de trabajar en Londres en la representación de The Trial of Mary Dugan.

## Carrera cinematográfica y televisiva
En los años 1930, Heydt viajó a Hollywood, donde actuó en más de un centenar de filmes, destacando de entre ellos Lo que el viento se llevó (1939), The Great McGinty (1940), Thirty Seconds Over Tokyo (1945) y The Big Sleep (1946). 
Como actor televisivo, Heydt fue el forajido Tom Horn en la serie televisiva del género western, emitida en los años 1950, Stories of the Century, que protagonizaba y narraba Jim Davis. Otras series de dicha época en las que destacó fueron Waterfront y Mackenzie's Raiders, producción western en la que actuó en once episodios, acompañando a Richard Carlson, Morris Ankrum, Jack Ging, y Brett King.
Heydt fue artista invitado en diversas producciones televisivas, entre ellas Aventuras de Superman, Treasury Men in Action, Cavalcade of America, TV Reader's Digest, Crossroads, Lux Video Theatre, Fury, The Man from Blackhawk, Wagon Train, y Maverick.

## Vida personal
Heydt se casó con Leona Maricle, una intérprete que actuaba en el circuito de Broadway representando The Trial of Mary Dugan, el 13 de agosto de 1928.
Louis Jean Heydt falleció a causa de un infarto agudo de miocardio el 29 de enero de 1960 en Boston, Massachusetts. La muerte le sorprendió tras dejar el escenario al finalizar la primera escena de la obra There Was a Little Girl, en la cual trabajaba Jane Fonda. El actor Joseph Curtiss le llevó a su camerino, pero aparentemente había fallecido en el acto. Heydt hubo de ser sustituido por William Adler.
A Heydt le sobrevivió su segunda esposa, Donna Hanor. Fue enterrado en el Cementerio Forest Lawn Memorial Park de Glendale, California.

## Teatro
- 1927 : The Trial of Mary Dugan, de Bayard Veiller
- 1929-1931 : Strictly Dishonorable, de Preston Sturges
- 1931 : Nikki, música de Philip Charig, letras de James Dyrenforth y John Monk Saunders
- 1932 : When the Bough Breaks, de Jerome Sackheim, escenografía de Arthur Lubin
- 1932 : Housewarming, de Gilbert Emery, escenografía de Pauline Frederick
- 1933 : Before Morning, de Edna G. Riley y Edward P. Riley
- 1933 : Thunder on the Left, de Jean Ferguson Black
- 1934 : All Rights Reserved, de Irving Kaye Davis
- 1935 : Bright Star, de Philip Barry
- 1936 : Pre-Honeymoon, de Alford Von Ronkel y Anne Nichols
- 1945 : Calico Wedding, de Sheridan Gibney
- 1946-1948 : Happy Birthday, de Anita Loos, escenografía de Joshua Logan, música de Robert Russell Bennett, producción de Richard Rogers y Oscar Hammerstein II

## Selección de su filmografía

### Cine
- 1937 : Make Way for Tomorrow, de Leo McCarey
- 1938 : Piloto de pruebas, de Victor Fleming
- 1938 : I Am the Law, de Alexander Hall
- 1939 : Each Down I Die, de William Keighley
- 1939 : Lo que el viento se llevó, de Victor Fleming, George Cukor y Sam Wood
- 1939 : They Made Me a Criminal, de Busby Berkeley
- 1940 : The Great McGinty, de Preston Sturges
- 1940 : Dr. Ehrlich's Magic Bullet, de William Dieterle
- 1940 : Abe Lincoln in Illinois, de John Cromwell
- 1941 : Sleepers West, de Eugene Forde
- 1941 : Dive Bomber, de Michael Curtiz
- 1941 : Let's Make Music, de Leslie Goodwins
- 1941 : High Sierra, de Raoul Walsh
- 1942 : Captains of the Clouds, de Michael Curtiz
- 1942 : Diez héroes de West Point, de Henry Hathaway
- 1942 : Commandos Strike at Dawn, de John Farrow
- 1943 : Stage Door Canteen, de Frank Borzage
- 1943 : Todos a una, de Ray Enright
- 1944 : The Great Moment, de Preston Sturges
- 1944 : The Story of Dr. Wassell, de Cecil B. DeMille
- 1944 : Thirty Seconds Over Tokyo, de Mervyn LeRoy
- 1945 : Betrayal from the East, de William Berke
- 1945 : Our Vines Have Tender Grapes, de Roy Rowland
- 1945 : Zombies on Broadway, de Gordon Douglas
- 1945 : They Were Expendable, de John Ford y Robert Montgomery
- 1946 : The Hoodlum Saint, de Norman Taurog
- 1946 : The Big Sleep, de Howard Hawks
- 1946 : That Brennan Girl, de Alfred Santell
- 1947 : Spoilers of the North, de Richard Sale
- 1947 : Sinbad the Sailor, de Richard Wallace
- 1949 : The Kid from Cleveland, de Herbert Kline
- 1949 : Bad Men of Tombstone, de Kurt Neumann
- 1949 : Come to the Stabble, de Henry Koster
- 1950 : The Furies, de Anthony Mann
- 1950 : Paid in Full, de William Dieterle
- 1951 : The Great Missouri Raid, de Gordon Douglas
- 1951 : Warpath, de Byron Haskin
- 1951 : Rawhide, de Henry Hathaway
- 1951 : Drums in the Deep South, de William Cameron Menzies
- 1952 : Mutiny, de Edward Dmytryk
- 1953 : The Vanquished, de Edward Ludwig
- 1953 : Island in the Sky, de William A. Wellman
- 1954 : The Boy from Oklahoma, de Michael Curtiz
- 1955 : The Eternal Sea, de John H. Auer
- 1955 : Ten Wanted Men, de H. Bruce Humberstone
- 1955 : Many Rivers to Cross, de Roy Rowland
- 1956 : Stranger at My Door, de William Witney
- 1956 : The Fatest Gun Alive, de Russell Rouse
- 1957 : Raiders of Old California, de Albert C. Ganaway
- 1957 : The Wings of Eagles, de John Ford
- 1958 : The Man Who Died Twice, de Joseph Kane
- 1959 : Inside the Mafia, de Edward L. Cahn

### Televisión
- 1953 : Aventuras de Superman
  - Temporada 2, episodio 11: The Man in the Lead Mask, de George Blair
- 1954 : Stories of the Century
  - Temporada 1, episodio 24: Tom Horn, de William Witney
- 1955 : My Friend Flicka
  - Episodio 10: The Little Secret, de Nathan Juran
- 1956 : Cheyenne
  - Temporada 2, episodio 8: The Trap
- 1957 : Sugarfoot
  - Temporada 1, episodio 1 (piloto): Brannigan's Boots, de Leslie H. Martinson
- 1958-1960 : Wagon Train
  - Temporada 1, episodio 24: The Bernal Sierra Story, de David Butler
  - Temporada 3, episodio 18: The Clayton Tucker Story, de Virgil W. Vogel
- 1959 : Maverick
  - Temporada 3, episodio 6: A Tale of Two Cities, de Leslie H. Martinson
- 1960 : Rawhide
  - Temporada 2, episodio 15: Incident of the Devil and His Due, de Harmon Jones